# Klappmützentaler

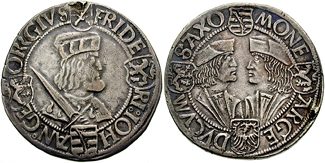
A/: Friedrich d. Weise; R/: Johann und Georg.

Klappmützentaler ist die volkstümliche Bezeichnung für sächsische Guldengroschen, die seit Ende des 15. Jahrhunderts in Sachsen geprägt wurden. Ihren Namen erhielten die Klappmützentaler von den Kopfbedeckungen der beiden auf der Rückseite abgebildeten Herzöge. Die Klappmützentaler gehören zu den ersten Talerprägungen in Deutschland, die am Geldumlauf maßgeblich beteiligt waren. Als Vorbild für die böhmischen Joachimstaler ist der Klappmützentaler der direkte Ahnherr vieler europäischer und amerikanischer Silbermünzen.

## Gestaltung
Der Stempelschneider der ersten Klappmützentaler orientierte sich an der Vorderseite des 1492 bis 1493 in den Münzstätten Zwickau und Schneeberg geprägten Bartgroschens, der ersten sächsischen Münze mit dem Bildnis des Regenten. Ersichtlich ist das auch in der Verteilung der vier Wappen in der Umschrift (Kur, Sachsen, Thüringen und Meißen), die jedoch später verändert wurde. Das Vorbild für den ersten Stempelschnitt (1500) war vermutlich eine Büste Friedrichs des Weisen, hergestellt von dem italienischen Künstler Adriano Fiorentino (1498).
Ihren Namen erhielten die Klappmützentaler von den Kopfbedeckungen der beiden auf der Rückseite abgebildeten Herzöge. Die Umschrift des hier abgebildeten Talers (es gibt etliche Varianten) lautet: MONE(ta) ARGE(ntea) DVCVM SAXO(niae), also etwa Silbergeld des Herzogtums Sachsen.

## Prägung
Klappmützentaler wurden während des Zeitraumes von 1500 bis 1525 zuerst unter Kurfürst Friedrich dem Weisen und den Herzögen Johann und Albrecht geprägt. Nach Albrechts Tod (12. Sept. 1500) wurden die Prägungen mit den Brustbildern der Herzöge Johann und Georg fortgesetzt.
Klappmützentaler tragen keine Jahreszahlen. Anhand der Umschriften und der Münzmeisterzeichen kann aber bei zahlreichen Typen auf das Prägedatum geschlossen werden:
- FRIDERICVS - ALBERTVS - IOHANNES  ohne Münzmeisterzeichen (nur im Jahre 1500, Juli bis September)
- FRIDERICVS - GEORGIVS - IOHANNES  ohne Münzmeisterzeichen (von 1500 bis 1507)
- FRIDERICVS - IOHANNES - GEORGIVS  ohne Münzmeisterzeichen (von 1507 bis 1512)
- FRIDERICVS - IOHANNES - GEORGIVS  mit Münzmeisterzeichen Kreuz (Münzmeister Albrecht von Schreibersdorf 1512–1517 in Annaberg)
- FRIDERICVS - IOHANNES - GEORGIVS  mit Münzmeisterzeichen T (Münzmeister Andreas Funke 1510–1522 in Buchholz)
- FRIDERICVS - IOHANNES - GEORGIVS  mit Münzmeisterzeichen Kreuz auf liegender Mondsichel (Ulrich Gebhardt 1520–1521 in Leipzig)

Aufgrund der langen Prägezeit und der Verwendung von ca. 280 Prägestempeln wird vermutet, dass eine siebenstellige Anzahl an Klappmützentaler ausgemünzt wurde. Tristan Weber kommt 2010 in seiner Untersuchung der sächsischen Münzprägung zwischen 1500 und 1525 auf Prägezahlen zwischen 0,53 und 2,3 Millionen Stück.
Von den Klappmützentalern wurden auch doppelte und dreifache Guldengroschen geprägt, die heute sehr selten sind. Ein dreifacher Guldengroschen wurde etwa Ende April 2011 für 92.500 Euro (Hammerpreis) ersteigert (Sammlung Vogel Nr. 5887).

## Silbergehalt und -herkunft
Klappmützentaler haben ein Raugewicht von etwa 29,2 g (8 Stück aus der rauen kölnischen Mark von ca. 233,86 g). Da die Prägung aus 15-lötigem Silber (937,5/1000 Feinheit) erfolgte, beträgt sein Feingewicht 27,40 g.
Das Silber für die Prägung der Klappmützentaler stammte aus erzgebirgischen Gruben. Insbesondere wurde in Annaberg im ersten Viertel des 16. Jahrhunderts sehr viel mehr Silber gewonnen, als in anderen sächsischen Bergbaugebieten. So kamen im Jahre 1500 25.000 Gewichtsmark Silber (ca. 5,8 t) aus Annaberg gegenüber 2.000 Gewichtsmark aus Freiberg oder 9.000 Mark aus Schneeberg. Auch noch 1525 kam trotz halbierter Förderung noch immer mehr Silber aus Annaberg als aus Freiberg und Schneeberg zusammen.
Klappmützentaler wurden in Annaberg, Buchholz und kurze Zeit (Mai 1518/Juli 1519) auch in der Münzstätte Leipzig geprägt. Der Prägeort der ersten Klappmützentaler (1500) ist Frohnau (heute Ortsteil von Annaberg-Buchholz). Jedoch kann nicht ausgeschlossen werden, dass die ersten silbernen Gulden evtl. auch in der Münzstätte Wittenberg geprägt wurden.
Nach Weber sei der Klappmützentaler bzw. seien die Guldengroschen zur Verdrängung des Goldguldens in Sachsen vorgesehen gewesen. Die Klappmützentaler hatten jedoch bei gleichem nominalen Wert einen etwas höheren Silbergehalt als sieben Schreckenberger Silbergroschen, die ebenfalls in Sachsen geprägt wurden. Die Guldengroschen wurden vermutlich auch wegen des hohen Silbergehaltes von anderen Münzherren aufgekauft und zur Prägung geringhaltigerer Münzen verwendet, aber anders als Schreckenberger fast nie gehortet (daher heute sehr selten).